# Notoplites smittii
Notoplites smittii is een mosdiertjessoort uit de familie van de Candidae. De wetenschappelijke naam van de soort is voor het eerst geldig gepubliceerd in 1868 door Norman.